# 樟叶素馨
樟叶素馨（学名：Jasminum cinnamomifolium）是木犀科素馨属的植物，是中国的特有植物。分布于中国大陆的云南、海南等地，生长于海拔1,400米的地区，多生在林中或沙地，目前尚未由人工引种栽培。